# Refuge faunique national Florida Panther
Le refuge faunique national Florida Panther anglais : Florida Panther National Wildlife Refuge est un National Wildlife Refuge de Floride. Il a été créé en 1989 afin de protéger principalement la rare panthère de Floride (Puma concolor coryi), sous-espèce du puma endémique de cet État des États-Unis. La panthère de Floride est la seule population de pumas trouvée à l’est du fleuve Mississippi . Au total, moins de 100 panthères utilisent la zone, et moins d’une douzaine passent par le refuge chaque mois. 
Outre les panthères, le refuge abrite des écureuils renards, des lynx roux, des tatous, des ratons laveurs, des ours noirs, des coyotes, des alligators, et plusieurs cigognes des bois.